# クラクストン隕石
クラクストン隕石（クラクストンいんせき、Claxton Meteorite）は1984年12月10日17時30分頃、アメリカ合衆国、ジョージア州に落下した石質隕石である。民家の郵便受けを直撃した。
ジョージア州クラクストンの住人、ドン・リチャードソンの目撃談によれば、リチャードソンの居た場所から36m離れた、隣家の郵便受けを直撃した。柱の上に取り付けられた鉄製の郵便受けの後部が歪み、地上に倒れた。
コレクターが歪んだ郵便受けを持ち主から買いうけ、Macovich Collectionに売却した。この郵便受けは$60,000–$80,000の価値があるとされている。
隕石の重量は1,455gでL6に分類される普通コンドライト である。